# Халіфман Олександр Валерійович
Олександр Валерійович Халіфман (нар. 18 січня 1966, Ленінград) — радянський та російський шахіст, гросмейстер. Чемпіон світу за версією ФІДЕ 1999 року.
Рейтинг на листопад 2019 року — 2608 (208-ме місце у світі, 39-те серед шахістів Росії).
Чемпіон СРСР серед юнаків (1982). Чемпіон Європи серед юніорів (1986). гросмейстер з 1990 року. Чемпіон світу за версією ФІДЕ (нокаут-система) 1999 року. Переможець Всесвітніх шахових олімпіад 1992,2000 та 2002 років, чемпіон Росії (1996), чемпіон Санкт-Петербурга (двічі).
Автор серії популярних книг по теорії дебютів. Організатор шахової школи.

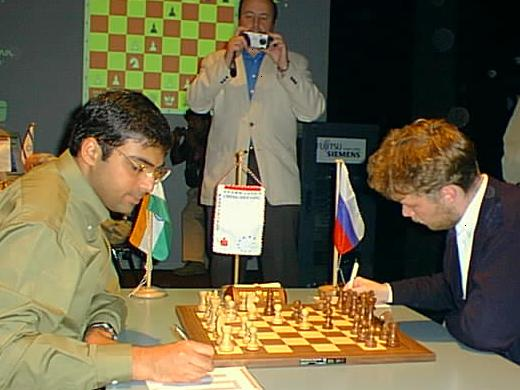
О. Халіфман проти В. Ананда на турнірі в Дортмунді (2000 рік)

## Зміни рейтингу
| На цьому місці має відображатися графік чи діаграма, однак з технічних причин його відображення наразі вимкнено. Будь ласка, не видаляйте код, який викликає це повідомлення. Розробники вже працюють для того, щоби відновити штатне функціонування цього графіка або діаграми. | |
| | На цьому місці має відображатися графік чи діаграма, однак з технічних причин його відображення наразі вимкнено. Будь ласка, не видаляйте код, який викликає це повідомлення. Розробники вже працюють для того, щоби відновити штатне функціонування цього графіка або діаграми. |